# Луганочка
«Луганочка»  — український жіночий футбольний клуб з міста Луганська.

## Історія
Футбольний клуб «Луганочка» заснований 2 грудня 1987 року в місті Луганськ при комбінаті спортивних споруд «Авангард». 10 квітня 1988 року команда провела свій перший матч, проти ровеньківських «Трудових резерівів». Того ж року команда виступала в декількох жіночих футбольних турнірах. У 1989 році «Луганочка» взяла участь у Чемпіонаті СРСР серед профсоюзних команд (перший неофіційний чемпіонат країни). У листопаді 1989 року команда була створена юридично. Наступного року виступала в чемпіонаті СРСР серед колективів першої ліги, за результатами якого виборола на сезон 1991 року право виступати у Вищій лізі. Після розпаду СРСР 1991 року виборола право виступати у Вищій лізі України. Учасниця чемпіонатів 1992 та 1993 років. У 1994 році через фінансові труднощі припинила своє існування.
Згодом команду відродили й 2001 року вона повернулася до виступів у Вищій лізі. У 2001 та 2003 роках посідала в чемпіонаті 4-е місце, а в 2002 році — 5-е. Згодом клуб знову припинив своє існування
У сезоні 2013—14 років під назвою «Луганочка-НПАЛ» виступав у чемпіонаті України з футзалу. 
У 2016 році команда повернулася до великого футболу. Колектив з Луганщини заявився для участі в Першу лігу, де виступав у групі C. «Луганочка» достроково зайняла перше місце в своїй групі. Проте в півфінальному раунді (проходив у формі групового етапу) колектив з Луганщини посів останнє 3-є місце та не зміг поборотися за путівку до Вищої ліги. Після цього команда виступала невдало. У 2017 році посіла передостаннє 3-є місце в групі C та не потрапила до фінальної частини чемпіонату, наступного сезону повторила цей результат — 3-є (останнє) місце в групі C. 
За підсумками сезону 2018—19 років «Луганочка» посіла останнє 5-е місце в групі Б та не пробилася до фінальної частини чемпіонату в Першій лізі.
У сезоні 2019—20 команда встигла програти в трьох іграх: «Атексу» - 0:12, «Харківському Коледжу» - 0:11 та «Інвіктусу» - 1:20, але через пандемію Covid-19 той чемпіонат завершили достроково без визначення переможців та призерів. У наступному сезоні 2020—2021 «Луганочка» знову заявилась на участь у Першій лізі, але через фінансові труднощі достроково знялась з турніру.
Після чергового російського вторгнення в 2022 році, команда тимчасово базується в Сакартвело та під назвою «Фенікс-Луганочка» бере участь у другій лізі місцевого чемпіонату.